# 과천동
과천동(果川洞)은 대한민국 경기도 과천시의 동이다. 관악산, 우면산 등 천혜의 자연환경과 국립과천과학관, 서울대공원, 서울랜드, 서울경마공원, 국립현대미술관 등 문화·관광·위락 시설들이 위치한 곳이며, 지리적으로는 과천시의 북동쪽에 위치하고 있고, 서울시 관악구 남태령과, 서초구 양재동의 경계선에 접해있다.

## 개요
하리는 조선시대에 과천군 군내면 하리동이었다가, 1914년 시흥군 과천면 하리로 바뀌었다. 1982년 경기도 과천지구출장소 북부지소에 편입되었다가, 1986년 과천이 시로 승격되면서 과천동으로 바뀌었다.  주암동은 조선시대에는 과천군 동면 주암리였다가, 1914년 행정구역 개편 때 주암과 돌무께(石浦)·삼부골(三浦)을 합해 시흥군 과천면 주암리가 되었다. 1982년 경기도 과천지구출장소 북부지소에 편입되었다가, 1986년 과천이 시로 승격하면서 주암동이 되었다.

## 법정동
- 과천동
- 주암동

## 교육
- 관문초등학교

## 주요 기관
- 과천등기소
- 과천119안전센터
- 서울시 보건환경연구원
- 정보통신정책연구원
- 국립과천과학관
- 한국마사회

## 교통
- 수도권 전철 4호선 선바위역
- 수도권 전철 4호선 경마공원역
- 과천-의왕간고속화도로